# لوران دوبواتر
لاورينت ديبواتري (7 ديسمبر 1988 بلجيكا - ) هو لاعب كرة قدم بلجيكي، يلعب كمهاجم.

## وصلات خارجية
لوران دوبواتر على موقع الاتحاد الأوربي (الإنجليزية)
- لوران دوبواتر على موقع الاتحاد البلجيكي (الإنجليزية)
- لوران دوبواتر على موقع قاعدة بيانات كرة القدم.إي يو (الإنجليزية)
- لوران دوبواتر على موقع بيانات كرة القدم. دي إي (الألمانية)
- لوران دوبواتر على موقع ليكيب (الفرنسية)
- لوران دوبواتر على موقع ناشيونال فوتبول تيمز (الإنجليزية)
- لوران دوبواتر على موقع Soccerbase.com (لاعب) (الإنجليزية)
- لوران دوبواتر على موقع Soccerway.com (الإنجليزية)
- لوران دوبواتر على موقع عالم كرة القدم.نت (الإنجليزية)
- لوران دوبواتر على موقع AS.com (الإسبانية)